# Canton de Saint-Sulpice-les-Feuilles
Le canton de Saint-Sulpice-les-Feuilles est une ancienne division administrative française située dans le département de la Haute-Vienne et la région Nouvelle-Aquitaine. À la suite du redécoupage cantonal de 2014, le canton est fondu dans celui de Châteauponsac.

## Géographie
Ce canton était organisé autour de Saint-Sulpice-les-Feuilles dans l'arrondissement de Bellac. Son altitude variait de 145 m (Lussac-les-Églises) à 384 m (Arnac-la-Poste) pour une altitude moyenne de 250 m.

## Représentation

### Conseillers généraux de 1833 à 2015
| Période           | Période      | Identité                             | Étiquette                | Qualité                                                                                      |
| ----------------- | ------------ | ------------------------------------ | ------------------------ | -------------------------------------------------------------------------------------------- |
| 1833              | 1844         | François Sylvain Dubrac (1802-1852)  |                          | Aubergiste, percepteur, juge de paix à Saint-Sulpice-les-Feuilles                            |
| 1844              | 1848         | Jean-Philippe Brac                   |                          | Avocat à Magnac-Laval                                                                        |
| 1848              | 1868         | Mathias Pompée Aufort                |                          | Notaire à Saint-Sulpice-les-Feuilles, maire des Grands-Chézeaux, conseiller d'arrondissement |
| 1868              | 1892         | Ferdinand Aufort (fils du précédent) | Droite                   | Notaire Maire de Saint-Sulpice-les-Feuilles                                                  |
| 1892              | 1922         | Camille Gabiat                       | Républicain Progressiste | Docteur en droit Maire de Saint-Sulpice-les-Feuilles Député (1898-1902)                      |
| 1922              | 1928         | Alexandre Lécluse                    | PRS                      | Entrepreneur de travaux publics à Nanterre (Seine)                                           |
| 1928              | 1931 (décès) | Ferdinand Renault (1888-1931)        | SFIO                     | Docteur en médecine Maire de Saint-Sulpice-les-Feuilles                                      |
| 1932              | 1934         | Charles-Edmond Ferrant               | SFIO                     | Maire de Saint-Georges-les-Landes, conseiller d'arrondissement                               |
| 1934              | 1940         | André Bardon                         | PRS                      | Avocat, Arnac-la-Poste Député (1929-1936)                                                    |
|                   |              |                                      |                          |                                                                                              |
| 1945              | 1949         | Charles Ferrant                      | Socialiste Unitaire      | Maire de Saint-Sulpice-les-Feuilles                                                          |
| 1949              | 1961         | Louis Foucault                       | SFIO                     | Médecin, maire d'Arnac-la-Poste                                                              |
| 1961              | 1965 (décès) | Louis Dubois                         | SFIO                     | Propriétaire à Jouac puis à Saint-Amand-Magnazeix                                            |
| 26 septembre 1965 | 1998         | René Buxeraud                        | PCF                      | Maire de Mailhac-sur-Benaize (1959-2001), Suppléant du député Jacques Jouve (1978-1981)      |
| 1998              | 2015         | Jean-Pierre Drieux                   | ADS                      | Enseignant Maire d'Arnac-la-Poste (1981-2014) Vice-Président du Conseil Général              |

### Conseillers d'arrondissement (de 1833 à 1940)
| Période                                  | Période      | Identité                                 | Étiquette | Qualité |
| ---------------------------------------- | ------------ | ---------------------------------------- | --------- | --- |
| 1833                                     | 1848         | Pierre Mathias Pompée Aufort (1802-1887) |           | Notaire aux Chézeaux                                                                                        |
|                                          |              |                                          |           | |
| av.1871                                  | ap.1889      | M. Asseline                              |           | Médecin à Saint-Sulpice-les-Feuilles                                                                        |
|                                          |              |                                          |           | |
| 1919                                     | 1924 (décès) | Georges Aufort (1877-1924)               |           | Notaire, maire des Grands-Chézeaux                                                                          |
| 1924                                     | 1932         | Charles-Edmond Ferrant                   | SFIO      | Maire de Saint-Georges-les-Landes                                                                           |
| 1932                                     | 1940         | Théodore Aumasson                        | SFIO      | Maire des Grands-Chézeaux                                                                                   |
| 1940                                     |              |                                          |           | Les conseils d'arrondissement ont été suspendus par la loi du 12 octobre 1940 et n'ont jamais été réactivés |
| Les données manquantes sont à compléter. |              |                                          |           | |

## Composition
Le canton de Saint-Sulpice-les-Feuilles groupe 9 communes et compte 4 115 habitants au recensement de 2010.
| Communes                   | Population (2012) | Code postal | Code Insee |
| -------------------------- | ----------------- | ----------- | ---------- |
| Arnac-la-Poste             | 1 021             | 87160       | 87003      |
| Cromac                     | 264               | 87160       | 87053      |
| Les Grands-Chézeaux        | 254               | 87160       | 87074      |
| Jouac                      | 200               | 87890       | 87080      |
| Lussac-les-Églises         | 490               | 87360       | 87087      |
| Mailhac-sur-Benaize        | 310               | 87160       | 87090      |
| Saint-Georges-les-Landes   | 249               | 87160       | 87145      |
| Saint-Martin-le-Mault      | 114               | 87360       | 87165      |
| Saint-Sulpice-les-Feuilles | 1 213             | 87160       | 87182      |

## Démographie
| 1962  | 1968  | 1975  | 1982  | 1990  | 1999  | 2006  | 2010  |
| ----- | ----- | ----- | ----- | ----- | ----- | ----- | ----- |
| 5 403 | 5 801 | 5 557 | 5 302 | 4 793 | 4 299 | 4 195 | 4 115 |